# الصراع بالوكالة بين روسيا وتركيا
يشير الصراع بالوكالة بين روسيا وتركيا إلى فترة شهدت ارتفاع حدة التوتر بين الحكومتين التركية والروسية وفي البداية، الحكومة السورية، والتي وصلت إلى ذروتها عندما تحولت إلى أزمة عسكرية بين تركيا وروسيا بعد إسقاط طائرة القوات الجوية الروسية سو-24 من قبل القوات الجوية التركية بعد انتهاك مزعوم للمجال الجوي. وقد أسهمت جميع الهجمات العسكرية الروسية المتزايدة والاستجابات الإقليمية التركية المعادية في زيادة التصعيد. أصبحت المواجهات الجوية بين الدولتين أكثر شيوعًا. واتهمت تركيا القوات الروسية بانتهاك المجال الجوي السيادي التركي وارتكاب جرائم الحرب ضد تركمان سوريا. اتهم الجيش الروسي تركيا بالعلاقات الاقتصادية غير القانونية مع داعش والتخطيط للتدخل العسكري في سوريا.
تحسنت العلاقات بشكل ملحوظ في يونيو 2016 بعد اتصال مباشر بين الرئيس الروسي فلاديمير بوتين ونظيره التركي رجب طيب أردوغان حيث التزما بتطبيع العلاقات. في أوائل أغسطس 2016، كانت الأزمة قد انتهت، لكنها عادت مجددًا منذ العام 2018.

## التسلسل الزمني

### في سوريا
- في 22 يونيو 2012، قامت الدفاعات الجوية من طراز S-300 الروسية الصنع التابعة للجيش العربي السوري بإسقاط مقاتلة استطلاع من طراز RF-4E تابعة للقوات الجوية التركية على بعد 15 ميلاً من ساحل اللاذقية فوق البحر الأبيض المتوسط داخل المجال الجوي الدولي بعد عدة دقائق من انحرافها لفترة وجيزة إلى المجال الجوي السوري مما دفع القوات المسلحة التركية إلى تغيير قواعد الاشتباك التي تعلن رسمياً عداء لأي طائرة تقترب من الحدود التركية السورية. كان من الممكن أن يؤدي ذلك إلى قدر كبير من عمليات الإسقاط المستقبلية التي أجرتها القوات الجوية التركية. وقتل كلا الطيارين وكشف تشريح الجثة أن الطيارين نجوا من الحادث الأولي بمجرد العثور على الحطام واستعادة الجثث. وتسربت الوثائق السرية المزعومة من قبل المعارضة السورية للعربية، مدعية أن الطيارين قد نجوا من الإسقاط، الذي تم بالتنسيق مع منشأة البحرية الروسية في طرطوس، وتم القبض عليهما ولكن تم إعدامهما في وقت لاحق بشكل طبيعي مع إعادة أجسادهما إلى موقع الحادث من قبل فرق العمليات الخاصة الروسية.[54][55]
- في 11 أكتوبر 2012، بناء على معلومات استخبارية وردت من منظمة الاستخبارات الوطنية، اعترضت طائرات القوات الجوية التركية إف-4 ترمينيتور 2020 وإف-16 طائرة إيرباص A360 تابعة الخطوط الجوية السورية تحلق من موسكو إلى دمشق فوق البحر الأسود وأجبرتها على الهبوط في مطار أنقرة إيسنبوغا في تركيا. وعند تفتيش قوات الدرك، تبين أن الطائرة تحمل الذخائر والأسلحة إلى سوريا باستخدام المجال الجوي التركي لنقل المواد إلى الجيش السوري عن طريق السفر الجوي المدني. وادعت روسيا أن المواد التي تم العثور عليها هي الراديو والرادار والمعدات التقنية الأخرى بدلاً من الذخائر العسكرية. واتهمت روسيا تركيا أيضاً بتهديد الأرواح الروسية في حين أكدت الوزارة التركية أنها حذرت المجتمع الدولي من جرائم الحرب المزعومة التي أجرتها روسيا وأشرفت عليها.[56][57]
- في 16 سبتمبر 2013 أسقطت طائرات F-16 التركيّة، مروحيّة سوريّة من طراز ميل مي-17 بعد انتهاكها المجال الجوي التركي بمسافة كيلومترين.[58][59]
- في 23 مارس 2014 أسقطت طائرات F-16 التركية طائرة من طراز ميج 23 تابعة للجيش السوري.[59]
- في 3 أكتوبر 2015 عبرت طائرة روسيّةمن طراز ميج 29 المجال الجوي التركي وزعمت تركيا أنها تعرّضت لمقاتلة F-16 من سلاح الجو التركي فوق الحدود السورية وقامت بمطاردتها لمدة أربع دقائق قبل قيام الطائرات المقاتلة التركية بالإطباق على الطائرة الروسية المهاجمة وحثّها على وقف المضايقات وتغيير مسار رحلتها إلى سوريا على الفور.[60][61][62]
- في 3 أكتوبر 2015، عبرت الطائرة الروسية سوخوي سو-30 المجال الجوي التركي فوق مقاطعة هاتاي وتم اعتراضها من قِبل طائرتين تركيّتين من طراز F-16 كانتا تقومان بدوريات على الحدود في المنطقة المجاورة. تزعم روسيا أن الحادث كان خطأ ملاحي سببه سوء الأحوال الجوية وادعت أنه استمر "بضع ثوان" بينما راقب الجيش التركي الطائرة على مدى عدة دقائق وأن الطائرة الدخيلة وضعت الطائرات التركية تحت الإطباق لمدة 5 دقائق و 40 ثانية مما دفع المقاتلات التركية للرد بنفس النوع.[63][64]
- في 4 أكتوبر 2015، عبرت الطائرة الروسية سوخوي سو-24 المجال الجوي التركي فوق مقاطعة هاتاي بعد ساعات من الحادث الأول. ترفض روسيا هذا الحادث وتقول إنها "ستنظر فيه". قال بيان صادر عن الناتو أن هذه الأعمال تبدو متعمدة.
- في 4 أكتوبر 2015، مُنعت طائرة من طراز ميج 29، إما سورية أو روسية، من العبور إلى المجال الجوي التركي من قبل ما لا يقل عن 8 طائرات تركية من طراز F-16 في مهمة دورية جوية قتالية. ممّا دفع طائرة الميج للإطباق على إحدى طائرات الـ F-16 بينما قامت بطاريات سام الأرضية في الدفاع الجوي السوري بوضع بقية الطائرات المقاتلة التركية تحت الإطباق. استغرق الحادث كليًا 4 دقائق و 30 ثانية.
- في 10 أكتوبر 2015، وُضعت ثلاث طائرات تركية من طراز F-16 تحلق بالقرب من الحدود السورية تحت القفل الصاروخي من قبل طائرة مجهولة الهوية من طراز ميج 29 مما أدى إلى استجابة مماثلة من الطائرة المُعادية. تشير بعض المصادر إلى أن القوات الجوية التركية أسقطت الطائرة، ولم يتم تأكيد أو نفي أي تقارير بينما تظل تفاصيل الحادث غير واضحة.[65]
- في 16 أكتوبر 2015، أسقطت مقاتلات F-16 تابعة للقوات الجوية التركية، طائرة بدون طيار من طراز Orlan-10، روسيّة الصّنع، عبرت الحدود إلى تركيا، وبحسب ما ورد كانت الطائرة بدون طيار تحلق فوق محيط قوات الجيش التركي المنتشرة على الحدود السورية.[66]
- في 5 نوفمبر 2015، أعلنت القوات الجوية الأمريكية نشرًا قصير المدى لطائرات F-15C و F-15E لحراسة وحماية المجال الجوي التركي بسبب ارتفاع النشاط العسكري الروسي، وذلك بناءً على طلب تركيا كعضو في الناتو . كان النشر أساسًا رادعًا ولم يكن له أي دور قتالي فعلي[67][68]
- في 24 نوفمبر 2015، أسقطت طائرة في سلاح الجو التركي من طراز F-16، قاذفة مُقاتلة سو-24 تابعة للقوات الجوية الروسية بعد أن انتهكت المجال الجوي التركي في مقاطعة هاتاي. تسبب هذا الإسقاط في أزمة بين البلدين.[69][70]
- في 25 نوفمبر 2015، وبعد إسقاط سو 24، أعلن مسؤولون في وزارة الدفاع الروسية النشر الفوري لصواريخ أرض-جو من نوع S-300 و S-400 في قاعدة حميميم الجوية قرب اللاذقية في سوريا. جعل هذا النشر روسيا قادرةً على ضرب الأهداف الجوية داخل المجال الجوي التركي. كما أبقى القوات الجوية للتحالف الدولي التي تقاتل ضد تنظيم الدولة الإسلامية (داعش)، على الأرض لفترة قصيرة.[71][72]
- في 28 تشرين الثاني 2015، عقب نشر بطاريات الدفاع الجوي الروسية، أعلنت القوات المسلحة التركية أنها نشرت مشوشات "KORAL" الاحتياطية والمتطوّرة للغاية، بموجب أوامر رئاسية، على الحدود مع سوريا. أعلن محللو وزارة الدفاع الروسية أنهم كانوا على دراية بالانتشار وأبلغوا أن أجهزة التشويش قلّصت من نطاق أنظمة الصواريخ هناك بنسبة 20٪ مما جعل الصواريخ غير قادرة على ضرب أهداف داخل تركيا. وأوضح مسؤولو وزارة الدفاع الروسية أيضًا أن عملية النشر الجديدة تتداخل مع الرادار ووصلات البيانات والمهام الملاحية المحدودة بين الطائرات الروسية.[73][74]
- في 6 كانون الأول 2015، بينما كانت سفينة حربية تابعة للبحرية الروسية تمر عبر مضيق البوسفور الذي يمرّ عبر اسطنبول، شُوهد جندي على السفينة يحمل على كتفه قاذفة صواريخ موجّهة على مركز المدينة. استدعت تركيا الملحق الروسي بشأن هذا الحادث في احتجاج قوي وهددت بإغلاق المضيق أمام جميع حركة المرور الروسية والعسكرية والمدنية، وذلط سيؤدي إلى شلّ الإمدادات اللوجستية العسكرية الروسية إلى سوريا وسيؤثر بشدة على الاقتصاد الروسي.[75]
- في 8 ديسمبر 2015، قام خفر السواحل التركي بناءً على أوامر من البحرية التركية بالاتجاه نحو عدة سفن حربية تابعة للبحرية الروسية وقام بسحبها لأجل تفتيشها في مضيق البوسفور.[76]
- في 13 ديسمبر 2015، أطلقت سفينة حربية روسية في بحر إيجه النار على قارب صيد تركي لتجنب الاصطدام. استدعت روسيا الملحق العسكري التركي وحذرت تركيا من أنها ستكون مسؤولة عن أي حادث. زُعم أن قارب الصيد التركي كان على بعد 600 متر من السفينة الروسية.[77]
- في 13 ديسمبر 2015، بعد حادثة السفينة الحربية الروسية سابقة في بحر إيجه، قامت دورية زوارق تركيّة من طراز "Tuzla" المضادّة للغواصات الحربية، بالاتجاه نجو غواصة من طراز "Kilo" تابعة للبحرية الروسية، وقد سمحت لها بالمرور عبر مضيق البوسفور.[78]
- في 16 ديسمبر 2015، أعلنت القوات الجوية للولايات المتحدة سحب مقاتلتي F-15C و F-15E من قاعدة إنجرليك الجوية في أضنة بالقرب من الحدود السورية، قائلةً إنهم كانوا هناك لحراسة وتوفير حماية قصيرة المدى للمجال الجوي التركي لكنهم لم يكونوا هناك من أجل جلب أي تهديدات، خلافًا للقوات الجوية التركية التي كانت أقل تسامحًا مع قواعد الاشتباك.[79][80]
- في 18 ديسمبر 2015، منعت القوات البحرية التركية 27 سفينة روسية من المرور عبر مضيق البوسفور مما حال دون مرور العديد من السفن التجارية والبضائع العسكرية.[81]
- في 23 ديسمبر 2015، وصل أكثر من 200 من المرتزقة الناطقين باللغة التركية في ملابس الجيش الأوكراني إلى شرق أوكرانيا بشكل رئيسي في دونباس التي كانت في حالة صراع بين القوات الأوكرانية والمقاتلين الانفصاليين المواليين لروسيا. يقوم الجيش الروسي بإيفاد نشر سري لنشطاء القوات الخاصة التركية، وخاصة المدربين والمرشدين، لتقديم المشورة ومساعدة الجنود الأوكرانيين في الصراع.[82]
- في 31 يناير 2016، زعم أن طائرة من طراز سو-24 تابعة للقوات الجوية الروسية انتهكت المجال الجوي التركي وفقا للقوات المسلحة التركية. وقد أكد الناتو والبنتاغون الحادث. وتدعي تركيا أن التحذيرات صدرت باللغتين الانكليزية والروسية بعدم دخول المجال الجوي قبل الانتهاك المزعوم. واستدعت تركيا المبعوث الروسي في احتجاج شديد على الانتهاك المزعوم وقالت إن روسيا ستكون مسؤولة عن أي حوادث أخرى غير مرغوب فيها.[83][84]
- في 1 فبراير 2016، منعت تركيا روسيا من رحلة بموجب معاهدة السماوات المفتوحة المقرر إجراؤها في الفترة من 1 إلى 5 فبراير بسبب قربها من الحدود السورية وستطير فوق المواقع العسكرية التركية. وكان من المقرر أن تطير طائرة التجسس المعدلة من طراز An-30 من قاعدة إسكيشهر الجوية في تركيا إلى الأسفل وبمحاذاة الحدود السورية. تسبب الحرمان من الرحلة المجدولة في توترات جديدة.[85][86]
- في 5 فبراير 2016، أعلنت روسيا أنها ستنشر مقاتلات من طراز Su-35 في الخط الأمامي لتتولى الحراسة على مدار الساعة طوال أيام الأسبوع في قاعدة حميميم الجوية، فضلا عن مرافقة الطيران العسكري الروسي.[87][88]
- في 14 فبراير 2016، نشر سلاح الجو الملكي السعودي 6 مقاتلات من طراز F-15 في أضنة بتركيا لتعزيز التنسيق والتعاون والتشغيل المتبادل مع سلاح الجو التركي في التدريبات العسكرية المشتركة. زاد هذا النشر من التوترات القائمة مع روسيا حالما بدأت في قاعدة إنجرليك الجوية بخدمة القوات الجوية السعودية لشن غارات جوية على داعش من الشمال.[89][90][91]
- في 17 فبراير 2016، نشرت روسيا طائرة استطلاع من طراز Tu-214 معدّلة للغاية في قاعدة حميميم الجوية في سوريا.[92]
- في 18 فبراير 2016، قامت طائرة مطوّرة تابعة للبحرية التركية مت طراز CN-235 للقيام بمهمّة بحرية لتتبّع مرور كورفيت حربيّة روسية من طراز بويان وكاسحة ألغام من فئة ناتيا من بحر إيجه إلى البحر الأبيض المتوسط جنوب ساموس. يُزعم أن طائرة البحرية التركية لم يكن لديها خطة طيران مُقدَّمة أثناء الطيران في المجال الجوي الدولي.[93][94]
- في 20 فبراير 2016، أرسلت روسيا 4 طائرات من طراز ميج-29 إلى قاعدة قلعة إريبوني في أرمينيا، حيث توجد 9 طائرات أخرى من نفس الطراز، كما أرسلت عددًا غير محددًا من طائرات النقل المتوسطة Mi-8، وتقع تلك القاعدة على بعد 40 كم من الحدود الشرقية لتركيا مع كل من أرمينيا وإيران. أدى ذلك إلى زيادة التوترات التي قد أُثيرت بين البلدين وجاءت بشكل خاص بعد أن رفضت الأمم المتحدة مسودة اقتراح روسي لوقف القصف التركي لمواقع قوات سوريا الديمقراطية في سوريا.[95][96][97]
- في 24 فبراير 2016، فرض سلاح الجو الملكي السعودي وجوده في قاعدة إنجرليك الجوية التركية بالقرب من الحدود السورية من خلال إرسال 4 مقاتلات إضافية من طراز F-15C المتفوّقة جويًّا، مما زاد من إجمالي عدد طائرات من طراز F-15 إلى عشر طائرات وأرسلت بالإضافة إلى ذلك طائرتي شحن من طراز C-130 كامل من المعدات التقنية و 30 مهندسًا وفنيًا من الجيش السعودي. أدت المجموعة الجديدة من عمليات النشر إلى زيادة التوترات.[98]
- في 18 مارس 2016، أشار بيان من فلاديمير بوتين إلى أن الانسحاب المُعلن عنه سابقًا من سوريا لا يشمل الانسحاب الكامل وأن أنظمة الصواريخ من طراز S-400 التي تم إنشاؤها ضد تركيا، ستظل سارية.[99]
- في 31 مارس 2016، في عمل غير متوقع، احتجزت الشرطة التركية القاتل المتطرّف المزعوم للطيار الروسي الذي سقط من طائرة Su-24، وذلك في مدينة إزمير الساحلية والسياحية.[100]
- في 1 أبريل 2016، اتهمت روسيا تركيا بدعم مختلف الجماعات المتطرفة في سوريا بالأسلحة. تم رفض هذا الادعاء من قبل المسؤولين الأتراك الذين قالوا إن تركيا ضد جميع المنظمات الإرهابية، لكنها تدعم المتمرّدين التركمانيين الذين تعتبرهم روسيا متطرفين بسبب طبيعتهم القومية. كما اتّهم المسؤولون الأتراك القوات الروسية باستهداف المدنيين التركمان بشكل منهجي.[101][102]
- في 2 أبريل 2016، في منعطف آخر غير متوقع للعلاقات، وافق المسؤولون الأتراك والروس على بناء نصب تذكارية لتكريم الجنود الآخرين الذين سقطوا على أراضي كل من الدولتين خلال الحرب الروسية العثمانية (1877–1878).[103]
- في 4 أبريل 2016، أرسلت البحرية التركية سفينتين حربيتين إلى مدينة أوديسا الساحلية الأوكرانية في إطار تعاون عسكري ثنائي تم التوصل إليه مؤخرًا بين تركيا وأوكرانيا يركز أساسًا على زيادة العلاقات العسكرية. على الرغم من أنه لم يكن يعتبر عملاً عدوانيًا تجاه روسيا، إلا أنها لم تُرحّب به.[104]
- في 13 أبريل 2016، ألقت الشرطة التركية القبض على عميلين سريين روسيين المشتبه في ارتكابهم جريمة اغتيال في إسطنبول في نوفمبر الماضي لقيادي من منطقة الشيشان القوقازية المضطربة في روسيا، مما أدى إلى زيادة حدة التوتر بين الاثنين. وتشمل التهم القتل والتجسس. ويُزعم أن السلطات التركية حجبت ممثلي القنصلية الروسية من إحدى جلسات الاستماع بالمحكمة.[105][106]
- في 6 مايو 2016، قرر المدعون العامون في تركيا الوقوف ضد توجيه اتهامات ملحة ضد القاتل التركي المزعوم لطيار Su-24 الروسية التي أسقطت في سوريا في نوفمبر من العام الماضي.[107]
- في 7 مايو 2016، ادعى سفير روسيا لدى الأمم المتحدة فيتالي تشوركين أمام مجلس الأمن التابع للأمم المتحدة أن الأسلحة الكيماوية في سوريا ترجع إلى تركيا، وهو ما طعن في تصريح سابق للقوات المسلحة التركية بأنها لا تمتلك أي سلاح من أسلحة الدمار الشامل في مخزونها.[108]
- في 29 يونيو 2016، تم رفع العقوبات الروسية على صناعة السياحة التركية في علامة رئيسية على استعادة العلاقات.[109]
- في أوائل يوليو 2016، قامت تركيا وروسيا بتحسين العلاقات الدبلوماسية واقترحت التعاون في محاربة تنظيم الدولة الإسلامية، حيث اقترحت تركيا على روسيا استخدام قاعدة إنجرليك الجوية.[4]
- في 9 أغسطس 2016، أستؤنفت رسميا العلاقات الاستخباراتية والدبلوماسية والعسكرية، فانتهت الأزمة بنية مواصلة تحسين العلاقات بشكل أفضل من ذي قبل.[110]

في يوليو 2016، تم اعتقال الطيارين الأتراك الذين أسقطوا طائرة روسية من طراز سو 24 في تركيا؛ وفقًا لمسؤول تركي، تم القبض على كلاهما بسبب صلاتهما بالانقلاب الذي شهدته تركيا وليس بسبب إسقاط الطائرة الروسية.
في ديسمبر 2016، قُتل أندريه كارلوف، السفير الروسي في تركيا على أيدي ضابط شرطة تركي خارج الخدمة. وقع الاغتيال بعد عدة أيام من الاحتجاجات في تركيا بشأن تدخل روسيا في الحرب الأهلية السورية ودورها في نتيجة معركة حلب.
في 9 فبراير 2017، قتلت الغارة الجوية الروسية ثلاثة جنود أتراك بطريق الخطأ.
في 23 أيار/مايو 2017، حُكم على ألبسلان سيليك، وهو عضو تركي في كتائب تركمان سوريا الضالعة في مقتل الطيار الروسي أوليغ بيشكوف، بالسجن لمدة 5 سنوات.
- في عام 2018، كانت روسيا تستعد لشن هجوم على شمال غرب سوريا. ومع ذلك، تم وضع اتفاقية نزع السلاح، حيث تخشى تركيا من تدفق جديد للاجئين.
- انهار في أبريل 2019 مع اتهام روسيا لتركيا بالفشل في السيطرة على مقاتلي هيئة تحرير الشام.
- كان البلدان على حافة مواجهة مباشرة بعد أن أسفرت غارة جوية في بليون عن مقتل 34 جنديًا تركيًا. ومع ذلك، تم الاتفاق على وقف إطلاق النار في 5 مارس 2020.
- أسقطت القوات الروسية المتمركزة قرب برج الراديو بالريف الغربي في عين العرب كوباني طائرة استطلاع تركية مسيرة أثناء تحليقها فوق المنطقة في 17 أغسطس 2020.[115]

### في ليبيا
يدعم البلدان الجانبين المتعارضين في حملة غرب ليبيا 2019-2020 مع دعم تركيا لحكومة الوفاق الوطني ودعم روسيا لحكومة مجلس النواب.
- في ديسمبر 2019، استأجرت تركيا 300 من الثوار السوريين لقتال حرب العصابات.[116]
- في 5 يناير 2020، أعلنت تركيا أنها أرسلت قوات إلى ليبيا لدعم حكومة الوفاق الوطني.[117]
- في 25 فبراير 2020 قُتل جنديان تركيان في ليبيا.[118]
- في 18 مايو 2020، استأجرت روسيا 180 مرتزقًا سوريًا للقتال مع الجيش الوطني الليبي.[119]
- في 25 مايو 2020، ترسل روسيا مقاتلة من طراز MIG-29 Fulcrums إلى ليبيا لدعم الجيش الوطني الليبي.[120]
- في 6 يونيو 2020، نجحت حكومة الوفاق الوطني المدعومة من تركيا في طرد حكومة الوفاق الوطني من طرابلس.[121]
- في 4 يوليو 2020، استهدفت طائرة مجهولة مطار الويتعة الجوية ودمرت عدة معدات تركية منها.[122]

### ناغورني قره باغ (أرتساخ)
بعد مقتل 23 شخصًا في منطقة ناغورني قره باغ (أرتساخ) المتنازع عليها، تعهد الرئيس التركي رجب طيب أردوغان بتقديم الدعم لأذربيجان خلال الأزمة بينما دعت روسيا، التي يُنظر إليها تقليديًا على أنها حليف لأرمينيا، إلى وقف إطلاق النار الفوري وإجراء محادثات لتحقيق الاستقرار في الوضع.